# Fluvoxamina
La fluvoxamina es un medicamento antidepresivo. Es un inhibidor de la recaptación de serotonina, por lo que su acción se debe a un aumento de la cantidad de serotonina en el sistema nervioso. Dentro de su familia farmacológica se encuentran otros muchos fármacos con indicaciones y efectos secundarios muy similares.

## Indicaciones
Está indicada en trastornos depresivos y otros trastornos como fobia social, trastorno obsesivo-compulsivo, trastorno de pánico y trastorno por estrés postraumático.

## Presentación y dosis
Se presenta en forma de comprimidos de 50 o 100 mg. La dosis habitual es de entre 100 o 150mg una vez al día (dependiendo de la patología a tratar y su gravedad).

## Nombres comerciales
Luvox, Dumirox, Fluvoprex, Forezol, Voxamin

## Contribuciones
J. Helu. ERP. Instituto Politécnico Nacional. U.N.A.D.M.  
- Datos: Q409236
- Multimedia: Fluvoxamine / Q409236